# Šilheřovice
Šilheřovice (hulcz. Šuleřovice; niem. Schillersdorf; pol. Szylerzowice) – wieś i gmina położona na terenie Wzgórza Hulczyńskiego (wchodzi w skład Płaskowyża Głubczyckiego), w jego wschodniej części, do 2002 w byłym powiecie opawskim (czes. Okres Opava), województwie morawsko-śląskim (czes. Moravskoslezský kraj) w Czechach, 2 km od granicy z Polską, 5 km od miejscowości Chałupki. Miejscowość leży historycznie na Górnym Śląsku, w tzw. kraiku hulczyńskim.

## Historia
Wieś powstała około połowy XIII wieku i była otoczona gęstymi lasami, które pokrywały wówczas większość tego obszaru. Osiedle to można zaliczyć do tzw. osad drogowych, gdyż prawdopodobnie tędy przebiegał jeden ze starych szlaków handlowych, biegnących z południa na północ. Pierwsze pisemne wzmianki znaleźć można w dokumencie z 1377, kiedy to podzielono księstwo raciborsko-opawskie pomiędzy synów Mikołaja II. Pierwotna nazwa wsi została zapisana jako „Scholasdorf”, która sugeruje osadnictwo niemieckie. Po wojnach śląskich znalazła się w granicach Prus. Od 1818 w nowym powiecie raciborskim. Jako miejscowość zamieszkała przez tzw. Morawców i część kraiku hulczyńskiego po pierwszej wojnie światowej została przyłączona do Czechosłowacji.

## Zabytki
Miejscowe dobra wraz z pałacem z XVIII wieku w latach 1845–1938 należały do wiedeńskiej gałęzi rodziny Rothschildów.

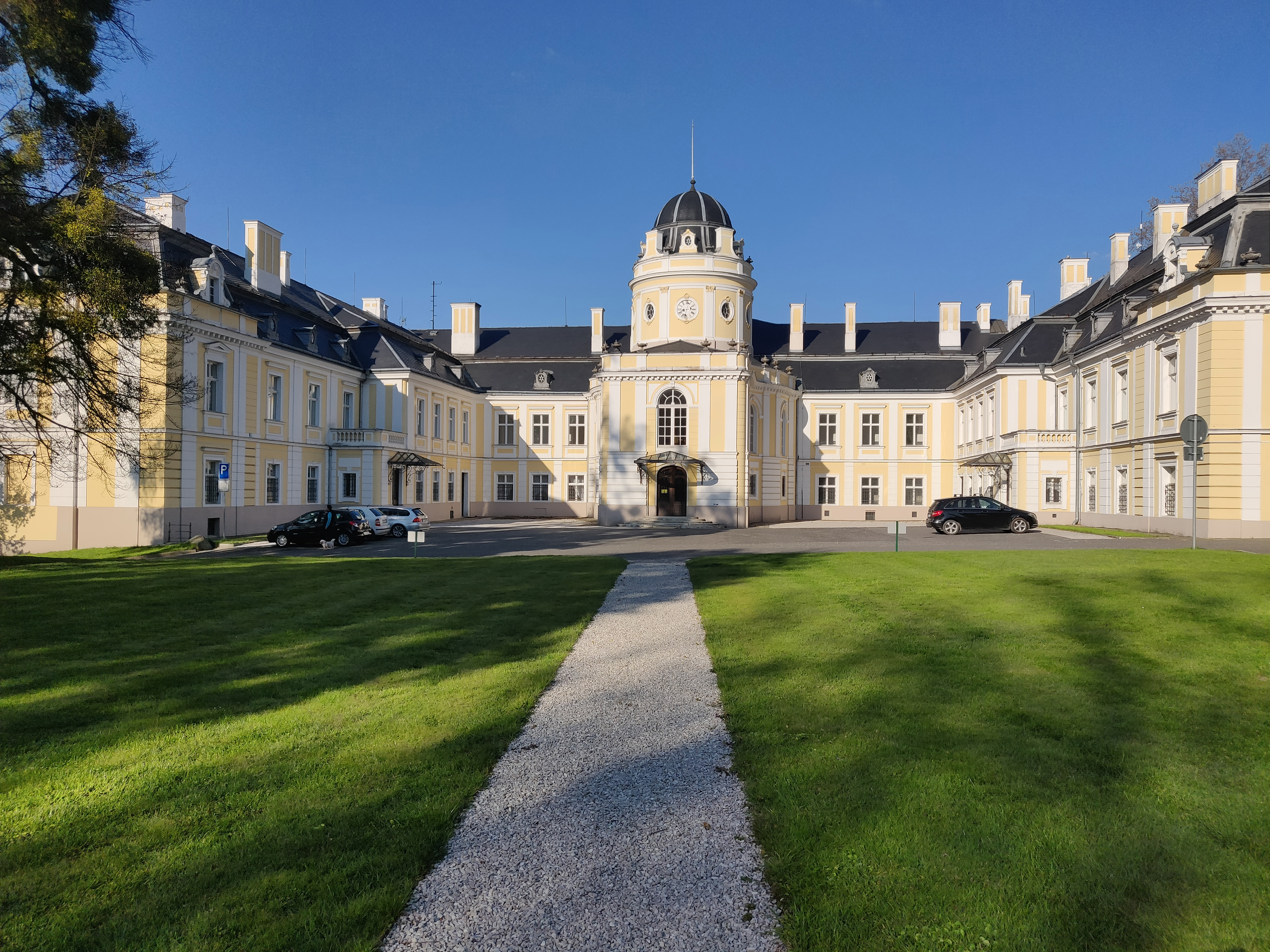
Pałac w Šilheřovicach
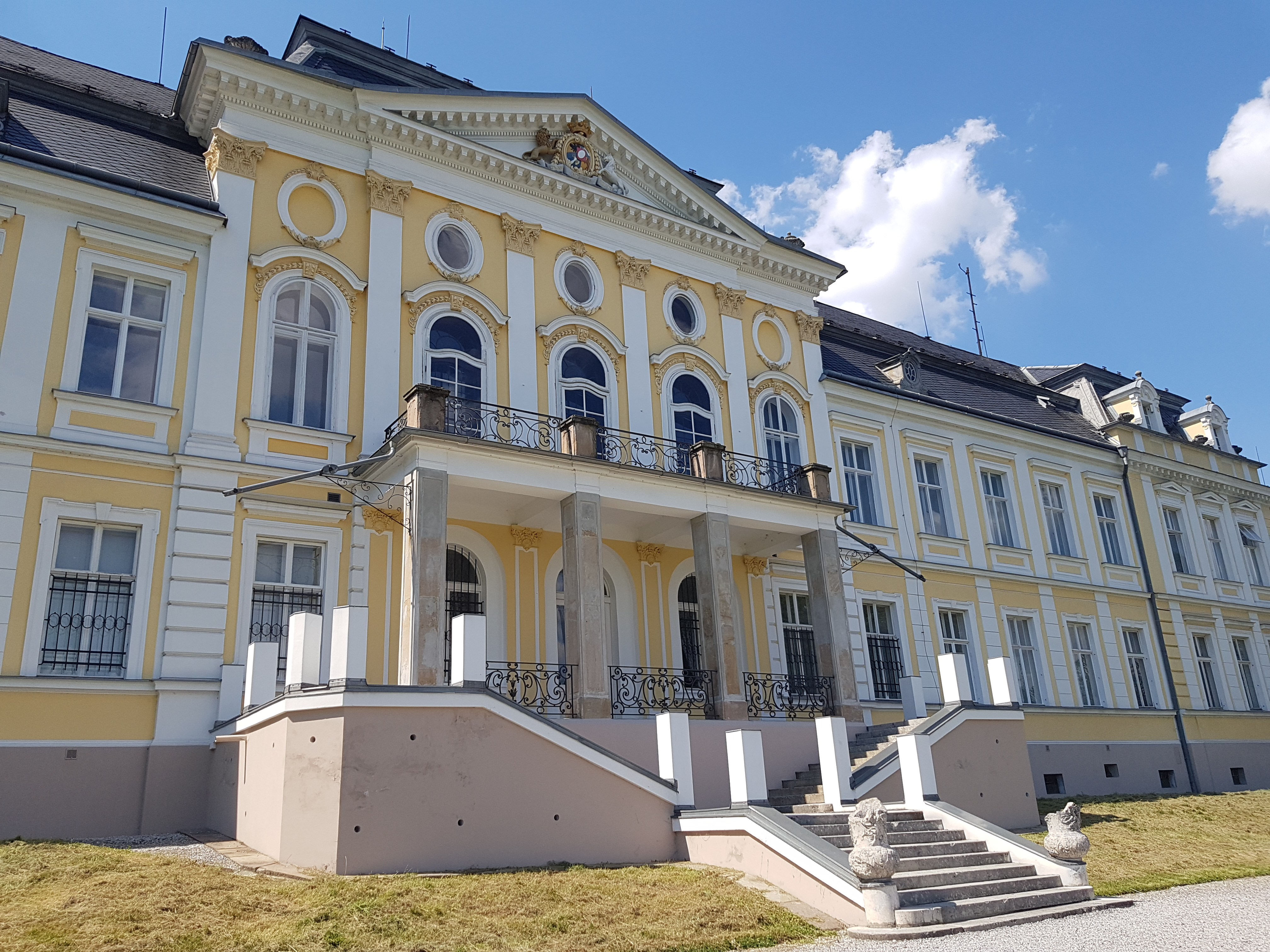
Ściana frotowa z herbem von Rotschild
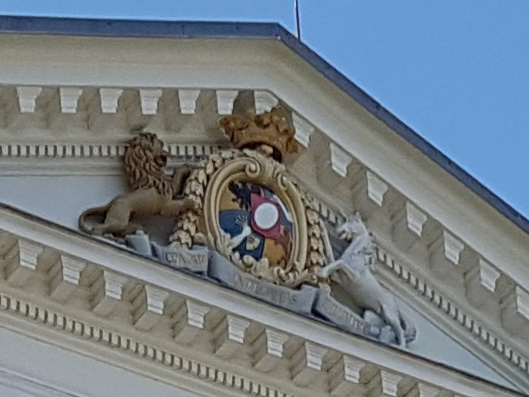
Fronton z herbem von Rotschild
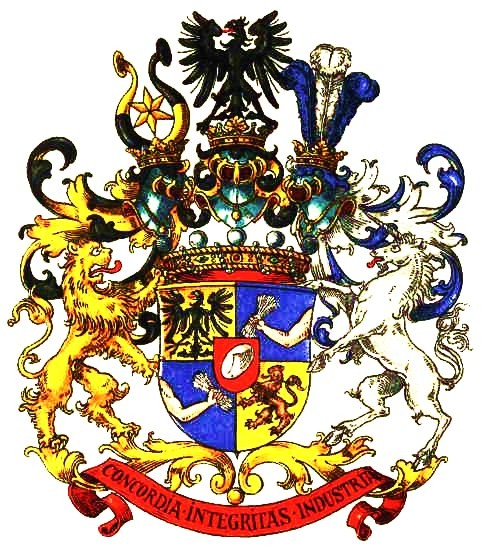
Herb von Rotschild